# L'Autre Côté de la mer
Pour plus de détails, voir Fiche technique et Distribution.
L'Autre Côté de la mer est un film français réalisé par Dominique Cabrera et sorti en 1997.

## Synopsis
Un industriel pied-noir qui était resté en Algérie après l'indépendance revient en France pour une opération chirurgicale. Il noue une relation avec son chirurgien, un beur qui a coupé les liens avec son pays d'origine.

## Fiche technique
- Réalisation : Dominique Cabrera
- Scénario :  Nidam Abdi, Dominique Cabrera, Louis Mathieu de Vienne
- Image: Hélène Louvart
- Montage : Sophie Brunet
- Scripte : Edmée Doroszlai
- Musique : Béatrice Thiriet
- Production : Didier Haudepin
- Lieu de tournage : Paris
- Société de distribution : Polygram Film Distribution
- Durée : 89 minutes
- Date de sortie :  France : 21 mai 1997
- Autre lieu de tournage : Suresnes, 14 rue de la Cerisaie, chez Suzanne Philippe, Stéphane Déret.

## Distribution
- Claude Brasseur : Georges Montero
- Roschdy Zem : Tarek Timzert
- Catherine Hiegel : Maria
- Marthe Villalonga : Marinette
- Slimane Benaïssa : Boualem
- Antoinette Moya : Claudine
- Fattouma Ousliha Bouamari : Setti
- Ariane Ascaride : Lulu
- Marilyne Canto : Lisa

## Accueil critique
La réalisatrice, dont c'est le premier long métrage, vient du documentaire. Pour Télérama, « dès le début, tout sonne juste [...] Elle sait regarder, s'effacer, laisser l'émotion s'installer ».
Pour Les Inrocks, ce film est « une œuvre nuancée sur la génération des rapatriés ».

## Distinctions
- César du cinéma 1998 : nommé au César du meilleur premier film